# Coleophora scabrida
Coleophora scabrida is een vlinder uit de familie kokermotten (Coleophoridae). De wetenschappelijke naam is voor het eerst geldig gepubliceerd in 1959 door Toll.
De soort komt voor in Europa.